# Isostigma peucedanifolium
Isostigma peucedanifolium là một loài thực vật có hoa trong họ Cúc. Loài này được (Spreng.) Less. mô tả khoa học đầu tiên năm 1831.